# Здание Музея Терской области
Здание Музея Терской области — памятник архитектуры во Владикавказе, Северная Осетия, объект культурного наследия России и культурного наследия Северной Осетии. Находится в историческом центре города, на Музейном переулке, д. 3.

## История
В 1893 году во Владикавказе был основан Естественно-исторический музей в помещении Областного статистического комитета. В 1911 году музей был передан Терскому казачьему войску и преобразован в Музей Терской области.
В январе 1907 года на площадке напротив кафедрального собора Михаила Архангела начались подготовительные работы по строительству здания на Соборном переулке по проекту городского архитектора И. В. Рябикина. Однако из-за проблем с финансированием строительство началось только лишь в 1913 году и прекращено в 1914 году в связи с началом Первой мировой войны. До 1914 года была построена только лишь центральная двухэтажная часть музея, представляющая собой только главный вход и вестибюль с гардеробом запланированного музея. По проекту архитектора основной корпус музея должен был простираться перпендикулярно вестибюлю вглубь участка. Из-за начала войны было принято решение отделать построенную часть и законсервировать дальнейшее строительство.
В 1918 году здание было национализировано и передано Комиссариату народного просвещения. С 1921 по 1966 года в здании находился Северо-Кавказский музей краеведения. С 1939 года в здании находится Музей осетинской литературы имени Коста Хетагурова. Здесь также находится Отдел по охране памятников Министерства культуры Северной Осетии (Комитет по охране и использованию объектов культурного наследия Министерства культуры Северной Осетии находится в бывшем музее-квартире С. Кирова на улице Вахтангова, 9).
Архитектура
Здание в плане прямоугольника построено в стиле эклектики с элементами классицизма. Фасад оформлен по всему периметру вертикальными пилястрами ионического ордера. По периметру фасада расположены тумбы, представляющие собой продолжение стволов пилястр. На верхней части фронтона главного фасада находится лепная эмблема серпа и молота и в нижней части — лепная надпись «Музей». Третий этаж отделён от второго выступающим карнизом на лепных кронштейнах. Окна первого и третьего этажа имеют прямоугольную форму. Над окнами первого этажа находятся полукруглые арки-раковины. Окна второго этажа округлые с мощным лепным оформлением.
Над центральным входом расположено арочное окно. Портик главного входа располагается на четырёх колоннах по две справа и слева с пилястрами ионического ордера. В верхней части портика находится барельеф Коста Хетагурова.